# پابلو باس
پابلو باس (اسپانیایی: Pablo Paz‎؛ زادهٔ ۲۷ ژانویهٔ ۱۹۷۳) بازیکن سابق و مربی فوتبال اهل آرژانتین است.
از باشگاه‌هایی که در آن بازی کرده‌است می‌توان به باشگاه فوتبال بانفیلد، باشگاه فوتبال رئال وایادولید، باشگاه ورزشی تنریف، باشگاه فوتبال نیولز اولد بویز، باشگاه اتلتیکو ایندپندینته، و باشگاه فوتبال اورتون اشاره کرد.
وی همچنین در تیم ملی فوتبال آرژانتین بازی کرده‌است.